# 俠影魔龍
是一部2006年公映的动作奇幻冒险电影。由斯蒂芬·范米尔执导，艾德·史彼勒、謝洛美·艾朗斯、約翰·馬克維奇主演。改编自克里斯托弗·鲍里尼所作的同名小说。

## 剧情
故事发生在虚构的阿拉加西亚（Alagaësia）王国，一个曾经富饶、美丽的国家。可是如今，由于邪恶残暴的皇帝加尔巴托瑞克斯（Galbatorix）的独裁统治，居民们在饥饿和恐慌之中艰难度日，往日的富饶繁荣已经不复存在。
一天，15岁的农家少年伊拉贡（Eragon）在森林里发现了一颗散发出蓝色光芒的奇妙的石头。出身贫寒的他，原本只想把这颗奇石换取过冬的食物。可没有想到的是，这块石头竟然是一颗飞龙的蛋。不久从蛋里孵出了一条巨大的蓝色飞龙，伊拉贡为他取名为“萨菲拉（Saphira）”。
这件事应验了一段古老传说：“神龙将为伟大的龙骑士复活，而龙骑士将带领人民摆脱黑暗的统治，重获自由！”它不是一般的石头，而是人们寻找多年的“龙蛋”，是传说中光荣的“龙骑士”的象征之物。
与此同时，邪恶皇帝加尔巴托瑞克斯也正在到处寻找这颗“龙蛋”，他决不会轻易放弃任何一个找到龙蛋的机会。在这位专横跋扈的皇帝心中，飞龙和龙骑士将对他的统治构成极大的威胁。
不久，伊拉贡遇到了先知布朗姆（Brom），在他的指导下，伊拉贡了解了这片土地的历史。本来这片土地曾经为龙骑士所守护，而预言明示出他将要成为带领大家摆脱黑暗的英雄。随即，在布朗姆的指导下，伊拉贡开始学习击剑、古代语言、驾驭飞龙和作战的技巧，在他的手掌上也逐渐显现出龙骑士的专有印记。
这时，残暴的加尔巴托瑞克斯为了将尚未成熟的“龙骑士”尽早除掉，派出自己的爪牙开始对善良的人们进行残忍的屠杀，伊拉贡的亲人们也尽遭杀害。伊拉贡身负龙骑士的使命，他决心要让这个国家重新回到和平繁荣的年代。伊拉贡英勇无比，终于横扫魔法世界，成为真正的英雄，也将成为阿拉加西亚人民的守护者。

## 演员
| 演员              | 角色                          | 粤语配音 (明珠台, 2010年1月30日) |
| ----------------- | ----------------------------- | -------------------------------- |
| 艾德·史彼勒       | 伊拉贡 （Eragon）             | 黃榮璋                           |
| 麗素·慧絲（配音） | 飛龍 （Saphira）              | 謝潔貞                           |
| 謝洛美·艾朗斯     | 布朗姆 （Brom）               | 張炳強                           |
| 席安娜·蓋蘿莉     | 艾雅 （Arya）                 | 程文意                           |
| 羅拔·卡萊爾       | 杜札 （Durza）                | 陳永信                           |
| 尊·麥高維治       | 加尔巴托瑞克斯 （Galbatorix） | 朱子聰                           |
| 加烈·希隆         | 穆塔夫 （Murtagh）            | 何承駿                           |
| 吉蒙·韓蘇         | 阿吉汉 （Ajihad）             | 陳卓智                           |
| 喬絲·史東         | 安吉拉 （Angela）             | 黃子敬                           |

## 製作
本片於2005年8月1日開拍，於布达佩斯拍攝。

## 评价

### 正面评价
- “crazedfanboy”网站评论这部电影为：“令人愉快的（fun）”[4]
- 澳大利亚的“urbancinefile”网站评论说：“这部电影是从男孩子们的幻想中创造出来的（the stuff boys' fantasies are made of.）”[5]
- 在“nwsource”网站中，这部电影的CGI制作，被形容为“富于幻想的（imaginative）”，角色“萨菲拉（Saphira）”被称作“华丽的创作（magnificent creation）”[6] [7]

### 负面评价

#### 总体
- 此片在著名电影评论网站烂番茄上，获得了大量的负面评价。正面评价只有16%。这个成绩是2006年全美电影倒数第10名。[8] [9]

#### 剧情
- 《西雅图时报》（The Seattle Times）评论这部电影说：“它在技术上成功了，但是在剧情上面全无生气，有时甚至有一点愚蠢。” [10]
- 《荷里活報道》（The Hollywood Reporter）评论说：“《俠影魔龍》的世界，没有很多质感和深度。” [11]
- 《华盛顿邮报》评论说：“这个故事很明显是模仿别人的。”[12]
- 《拉斯维加斯周刊》（Las Vegas Weekly）评论说：“这部电影很一般。”[13]

#### 表演
- 《新闻日（Newsday）》评论说：“这部电影表演笨拙得像9岁的小孩。” [14]
- 《华盛顿邮报》评论说：“表演很蹩脚。”[12]
- 《奥兰多周刊（Orlando Weekly）》评论说：“ 表演是生硬的，毫无生气。”[15]

#### 对话
- MSNBC评论说：“对话设计得十分愚蠢（silly）”[16]
- 《拉斯维加斯周刊（Las Vegas Weekly）》评论说：“对话就像木头一样（wooden）”[13]

## 票房
这部电影在美国共获得75,030,163美元的票房，在美国以外共获得174,457,952美元的票房，使得它的全球票房总计达到249,488,115美元。美国的DVD销售总额为87,593,444美元。